# گورستان ده کهنه صالح بیگ
گورستان ده کهنه صالح بیگ مربوط به دوران‌های تاریخی پس از اسلام است و در شهرستان سقز، بخش مرکزی، روستای صالح بیگ واقع شده و این اثر در تاریخ ۲۳ شهریور ۱۳۸۲ با شمارهٔ ثبت ۱۰۰۸۲ به‌عنوان یکی از آثار ملی ایران به ثبت رسیده است.